# Powiat Rügen (1990–2011)
Landkreis Rügen – były powiat w północno-wschodniej części kraju związkowego Meklemburgia-Pomorze Przednie ze stolicą w Bergen auf Rügen. Największym miastem było Sassnitz. Jako jedyny w Niemczech w całości leżał na bałtyckich wyspach, z których największe to Rugia i Hiddensee. Sąsiadował na południu ze Stralsundem – miastem na prawach powiatu i powiatem Nordvorpommern. Był najbardziej na północ położonym powiatem kraju związkowego.
Na obszarze powiatu znajdowały się dwa parki narodowe:
- na Rugii na północ od Sassnitz, na kredowym półwyspie Jasmund zlokalizowany był Jasmundzki Park Narodowy z klifowymi formacjami skalnymi m.in. Wissower Klinken, Stubbenkammer i centrum wystawowo-edukacyjnym Königsstuhl,
- liczne zatoki zachodniej części Rugii wraz z pasem wybrzeża łącznie z sąsiednią wyspą Hiddensee i leżącym na stałym lądzie (w powiecie Nordvorpommern) półwyspem Darß wchodziły w skład kolejnego parku narodowego – „Vorpommersche Boddenschaft”

Pozostała część obszaru Rugii stanowiła Park Natury Rügen z wyłączeniem niewielkiego fragmentu jej wnętrza oraz południowo-wschodniego półwyspu Mönchgut, na którym to (i wyspie Vilm) wytyczono rezerwat biosfery Südost-Rügen.
W wyniku reformy administracyjnej Meklemburgii-Pomorza Przedniego powiat został włączony 4 września 2011 do nowo utworzonego powiatu Vorpommern-Rügen.

## Podział administracyjny
W skład powiatu Rügen wchodziły:
- trzy gminy (niem. amtsfreie Gemeinde)

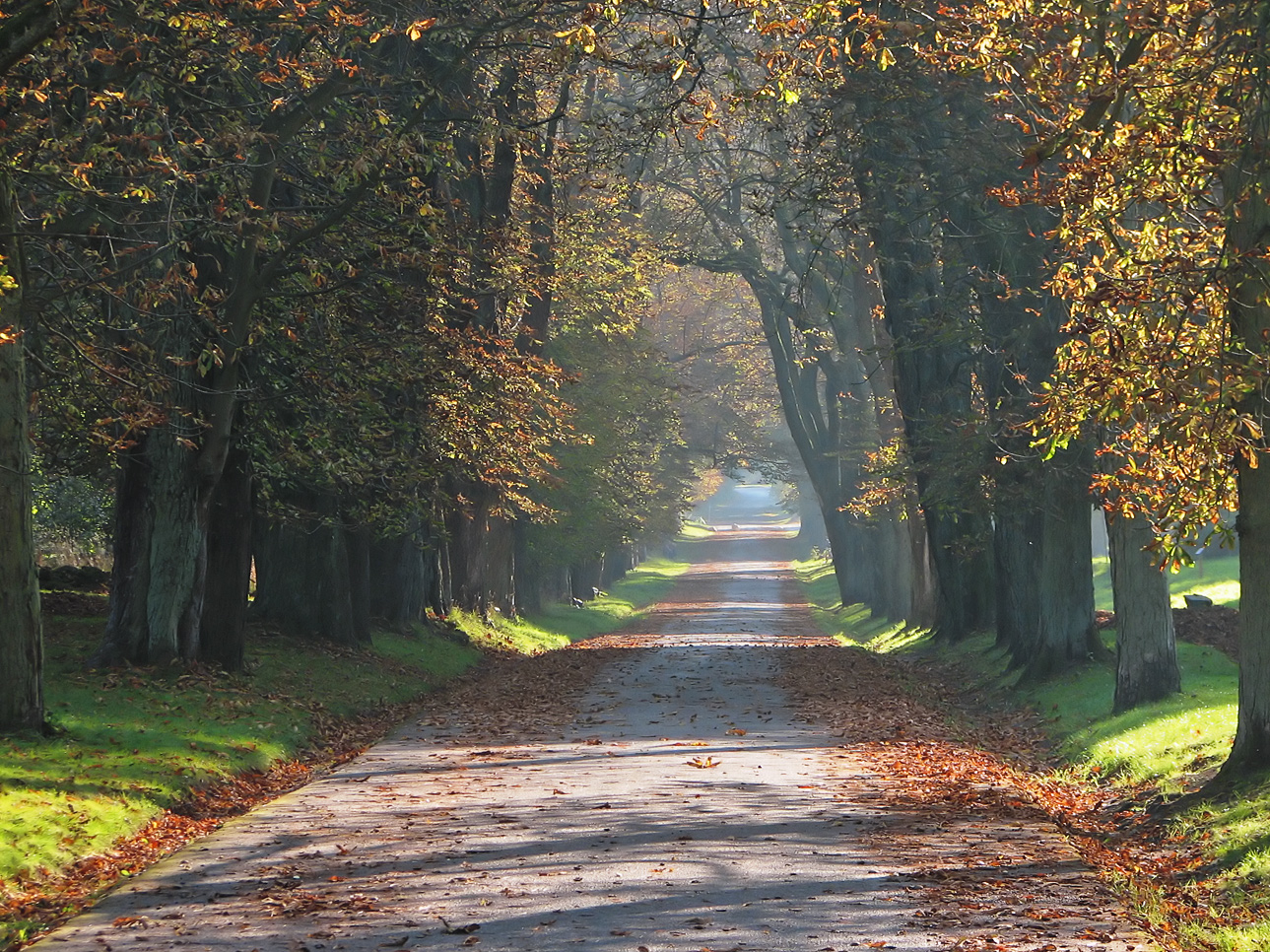
Park w Putbus

- cztery związki gmin (niem. Amt)

Gminy:
| Lp. | Nazwa    | Ludność (31.12.2008) | Powierzchnia km² |
| --- | -------- | -------------------- | ---------------- |
| 1   | Binz     | 5.456                | 25,22            |
| 2   | Putbus   | 4.703                | 66,60            |
| 3   | Sassnitz | 10.512               | 47,09            |

Związki gmin:
| Lp. | Nazwa                | Ludność (31.12.2008) | Powierzchnia km² | Liczba gmin |
| --- | -------------------- | -------------------- | ---------------- | ----------- |
| 1   | Amt Bergen auf Rügen | 22.220               | 303,23           | 11          |
| 2   | Amt Mönchgut-Granitz | 7.045                | 84,05            | 8           |
| 3   | Amt Nord-Rügen       | 8.686                | 161,23           | 8           |
| 4   | Amt West-Rügen       | 10.241               | 289,79           | 11          |

## Współpraca
- Bornholm, Dania
- Kłajpeda, Litwa
- Oldenburg, Dolna Saksonia
- powiat bytowski, Polska